# Bidet
|  | Per a altres significats, vegeu «Bidet (cavall)». |

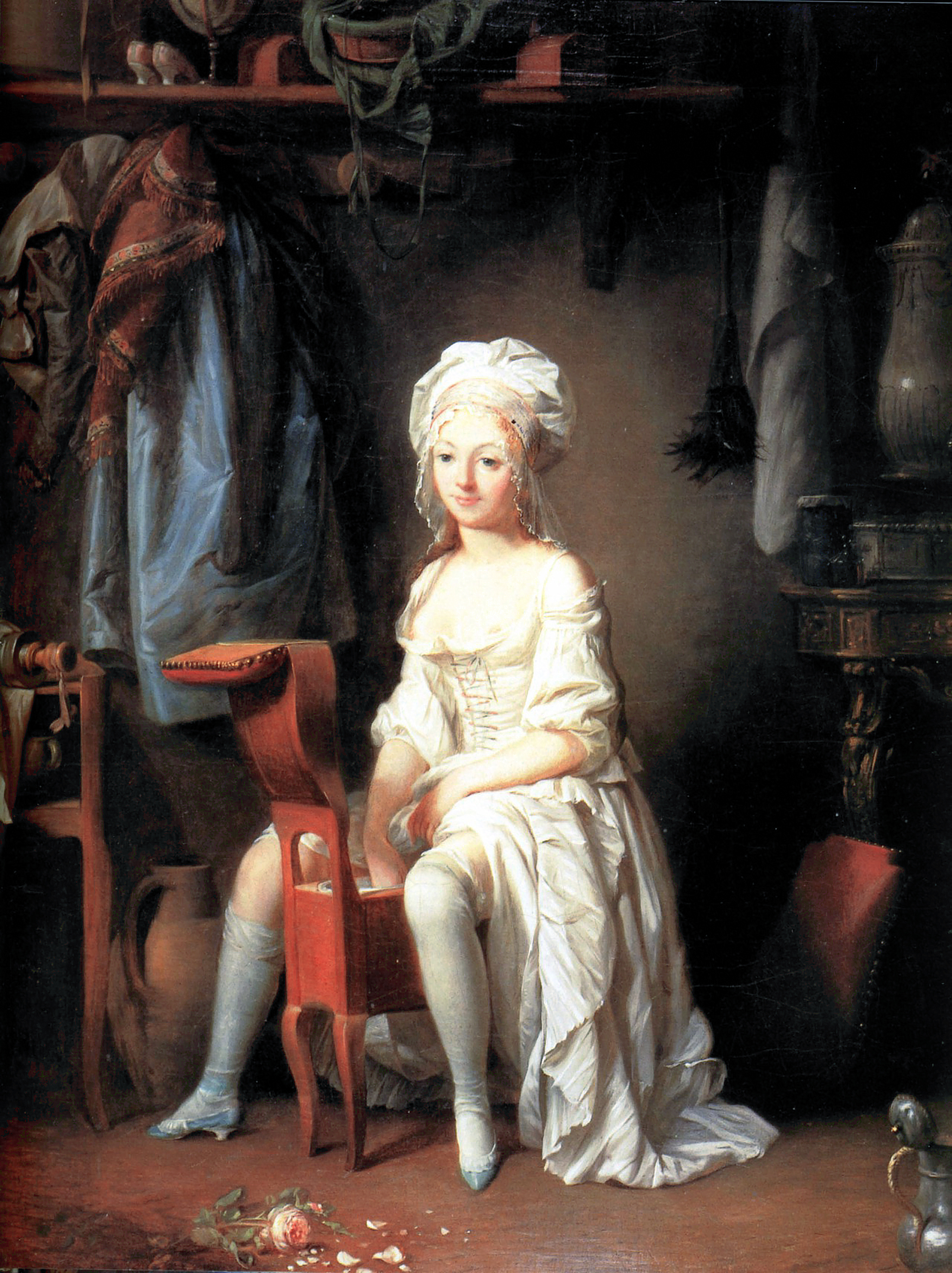
Bidet del en ús

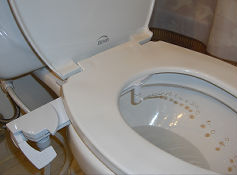
Un bidet complement.

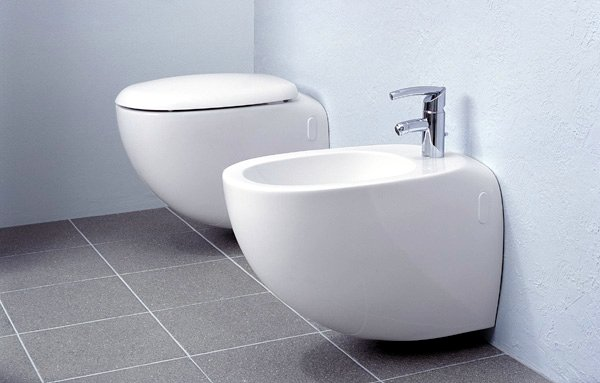
Un bidet modern

Un bidet és una banyereta en forma de seient per a la higiene íntima. Sol estar fet de porcellana, gairebé sempre a joc amb el vàter situat a la cambra mateixa, i té una sortida d'aigua freda i calenta, aixeta i una canalització per a la sortida d'aigua. Serveix per a rentar-se l'anus i els genitals externs, amb més freqüència que les dutxes, especialment en certs moments, com per exemple les dones al postpart. Sovint s'usa també per a rentar-se els peus o tenir els peus en aigua freda o en banys. Algunes persones l'usen com a banyera per als nens petits.

## Etimologia
La paraula catalana bidet ve del francès bidet, nom que li van donar perquè calia asseure-s'hi amb les cames obertes, com quan hom munta a cavall. Alguns afirmen que els francesos van prendre la paraula de bidet que és el nom en francès d'un cavall petit o cavallet per als infants o les dames.

## Curiositats
Malgrat considerar-se una invenció francesa, els bidets són molt rars actualment a França, sobretot en comparació amb Andorra, Espanya, Itàlia, Portugal i Grècia, on n'hi sol haver almenys un a la majoria de les llars. Els francesos van considerar que, havent-hi paper de vàter, no calia un tipus d'higiene específica que no es pugui fer a la dutxa. En canvi, als països del sud d'Europa, del Magrib i d'Àsia es considera molt útil per a usar a més del paper de vàter.
Al Japó no és estrany de trobar bidets als lavabos públics.

## Cultura popular
La cançó El baró de Bidet, popularitzada per La Trinca té com a tema el bidet.